# Dolichoderus plagiatus
Dolichoderus plagiatus är en myrart som först beskrevs av Mayr 1870.  Dolichoderus plagiatus ingår i släktet Dolichoderus och familjen myror. Inga underarter finns listade i Catalogue of Life.

## Bildgalleri

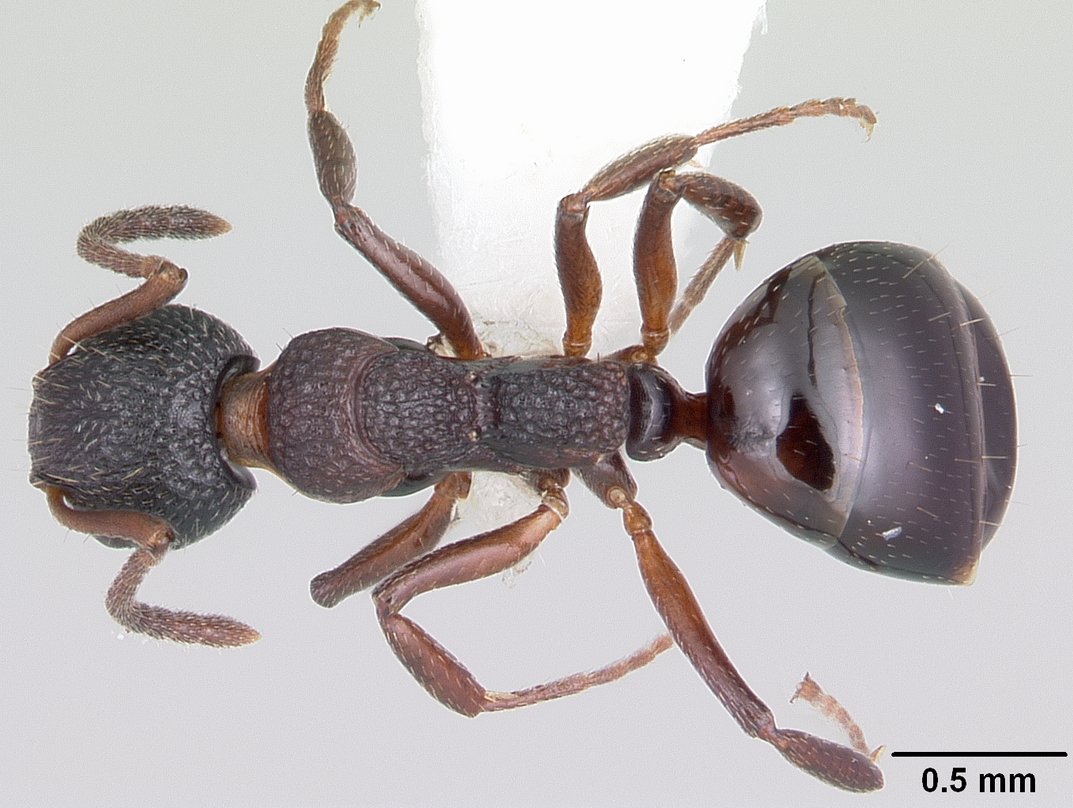
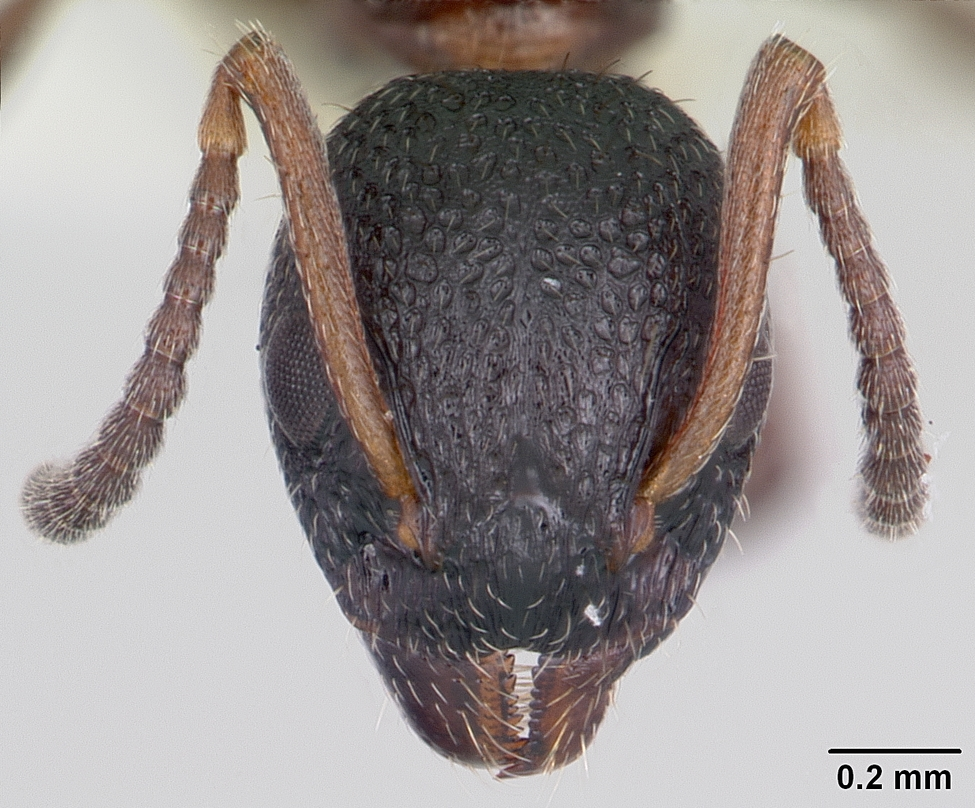
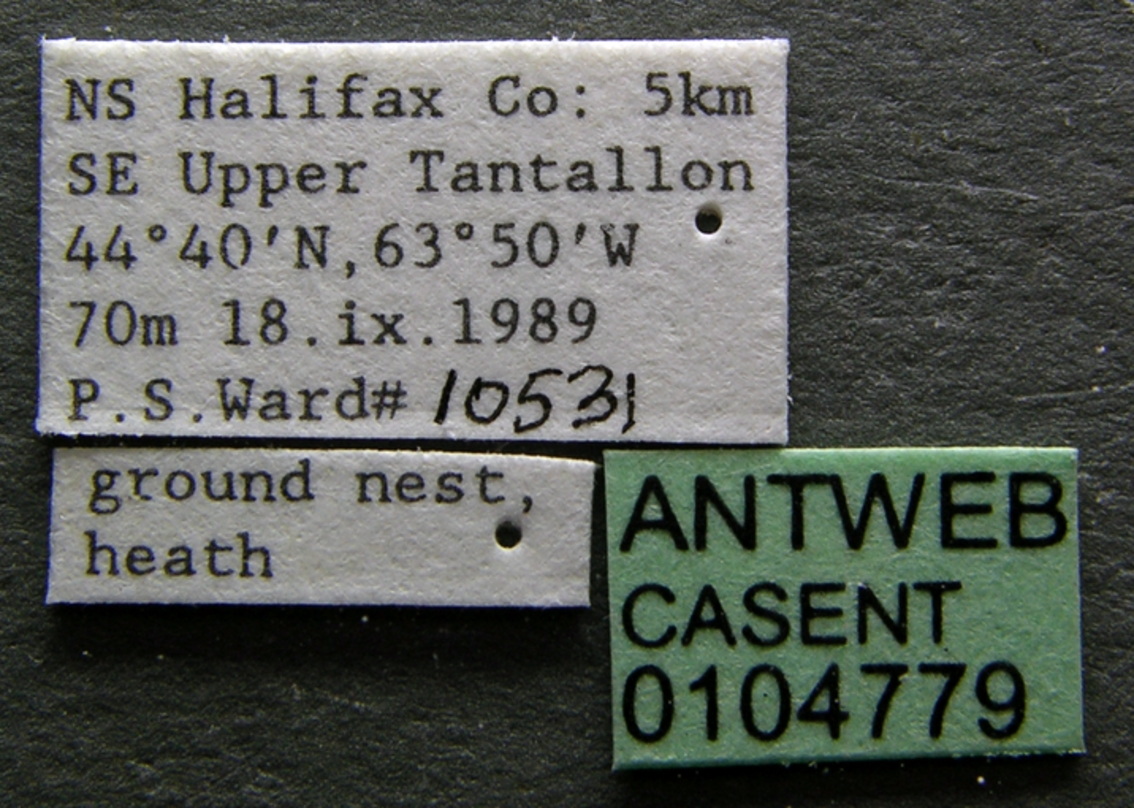
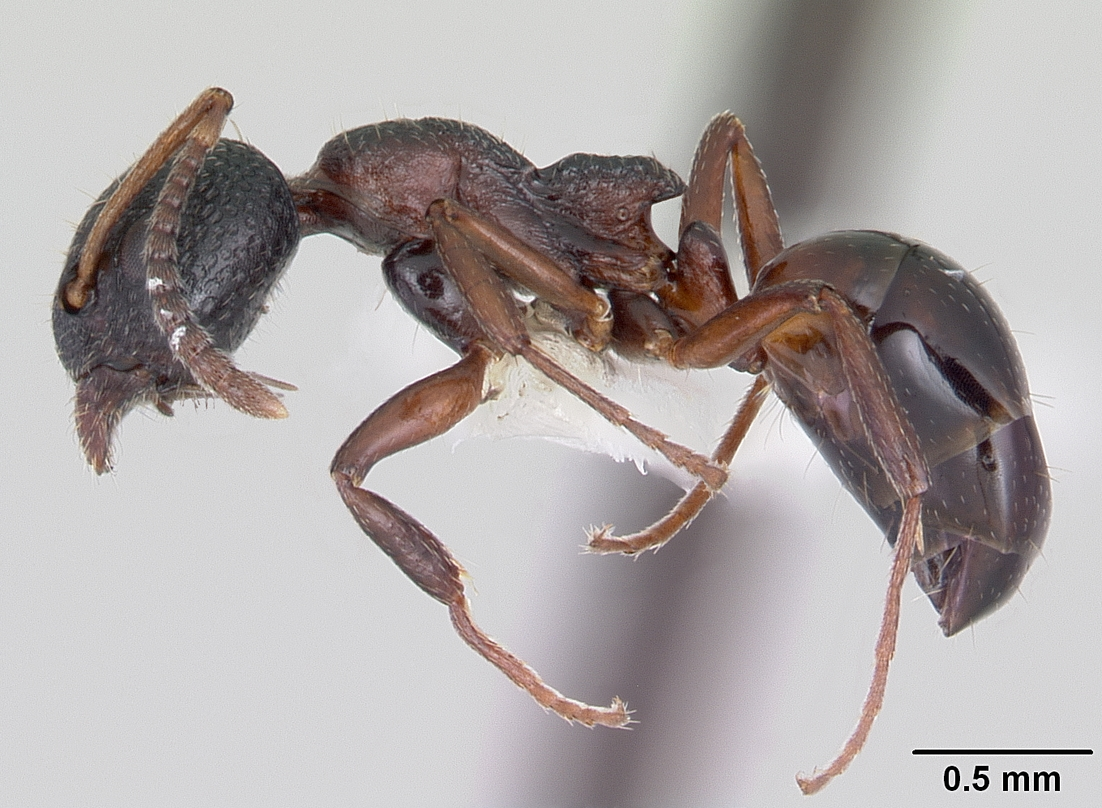
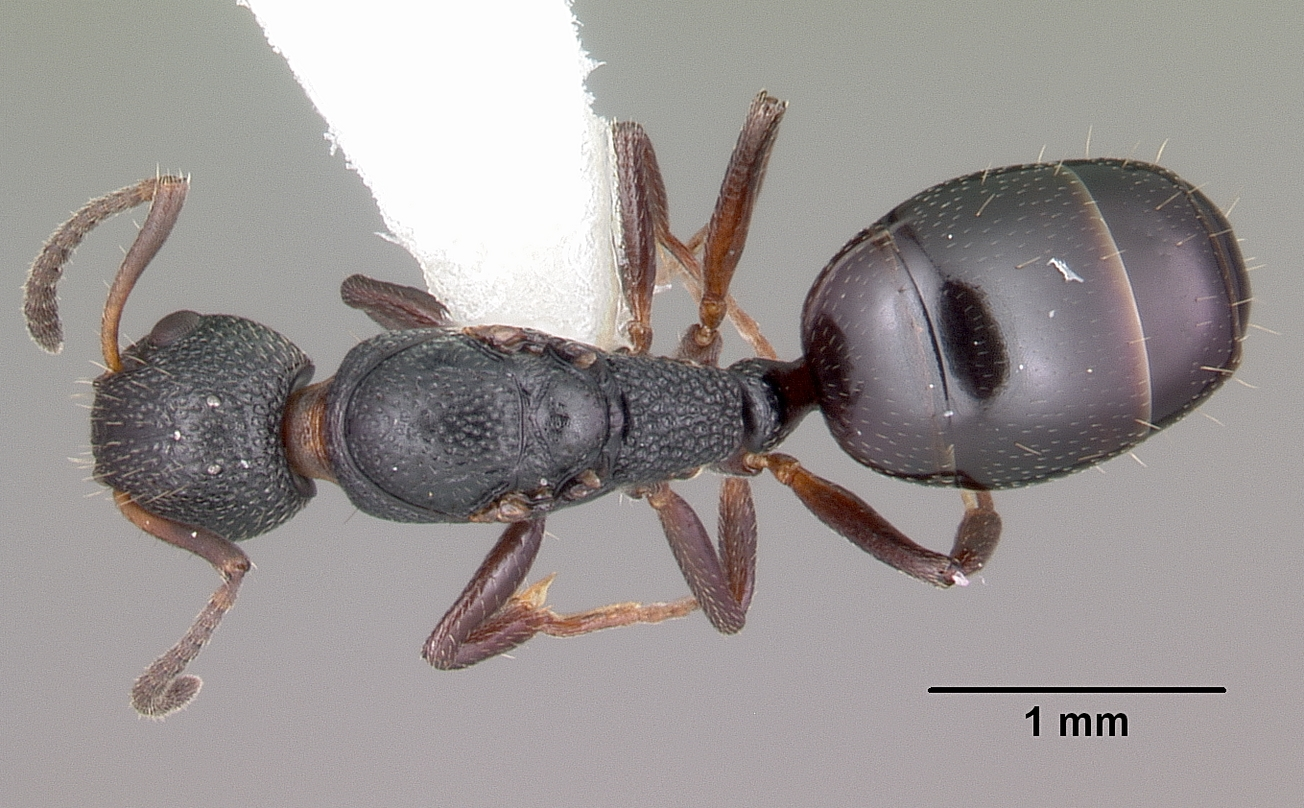
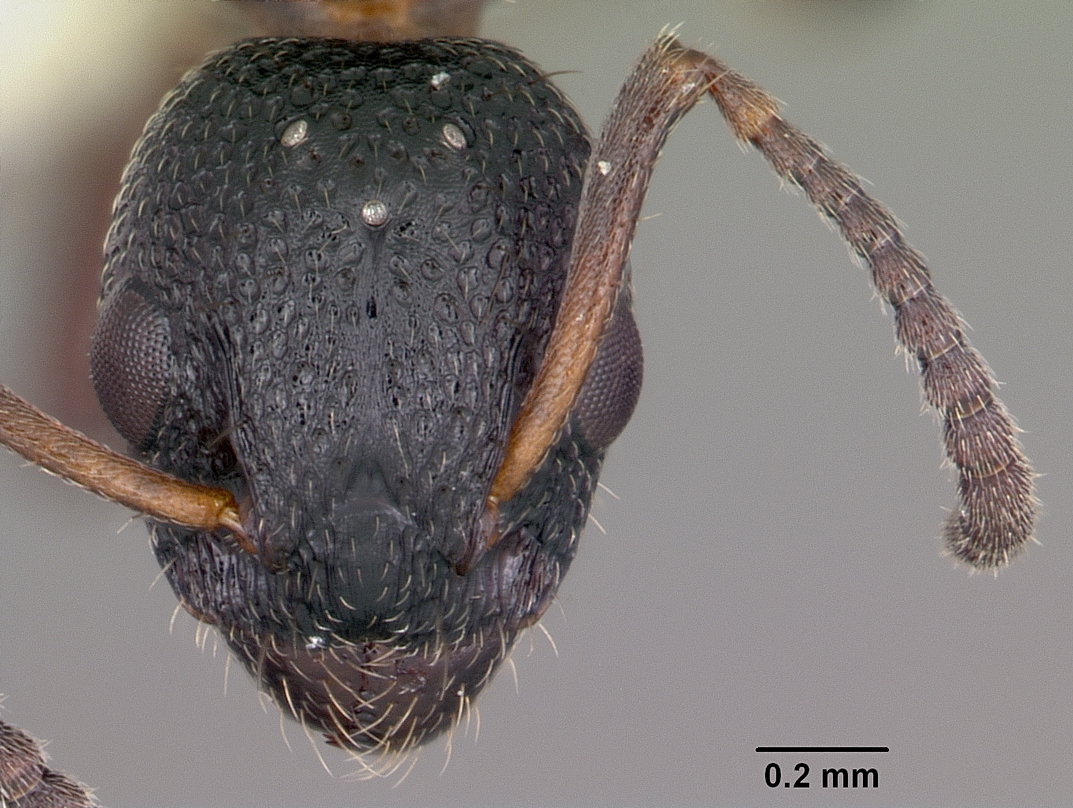